# Řevnice
Řevnice (tyska: Rewnitz) är en stad i Tjeckien. Den ligger i regionen Mellersta Böhmen, i den centrala delen av landet, 23 km sydväst om huvudstaden Prag. Řevnice ligger 221 meter över havet och antalet invånare är 3 366 (2016).
Terrängen runt Řevnice är kuperad åt nordväst, men åt sydost är den platt. Řevnice ligger nere i en dal. Runt Řevnice är det ganska tätbefolkat, med 134 invånare per kvadratkilometer. Närmaste större samhälle är Beroun, 13,0 km väster om Řevnice. I omgivningarna runt Řevnice växer i huvudsak blandskog.